# Ermenouville
Ermenouville is een gemeente in het Franse departement Seine-Maritime (regio Normandië) en telt 154 inwoners (1999). De plaats maakt deel uit van het arrondissement Dieppe.

## Geografie
De oppervlakte van Ermenouville bedraagt 3,7 km², de bevolkingsdichtheid is 41,6 inwoners per km².
De onderstaande kaart toont de ligging van Ermenouville met de belangrijkste infrastructuur en aangrenzende gemeenten.

## Demografie
Onderstaande figuur toont het verloop van het inwonertal (bron: INSEE-tellingen).

## Externe links

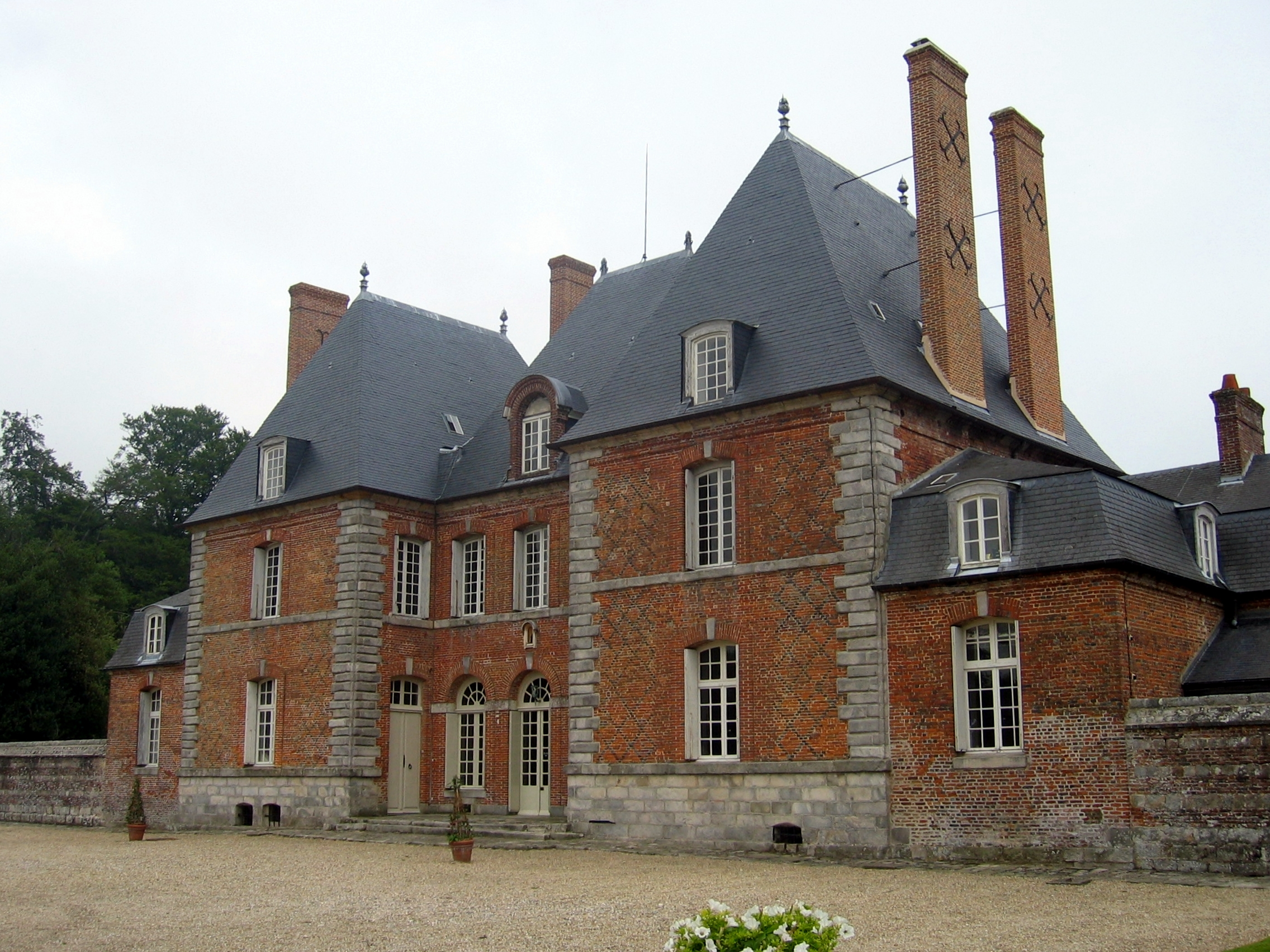
Landhuis